# Theodor Lingke
Johann Theodor Lingke (* 21. November 1720 in Torgau; † 10. April 1801 ebenda) war ein deutscher evangelischer Theologe.

## Leben
Lingke war ein Sohn des kurfürstlich sächsischen Kammerherrn und Amtsverwalters Moritz Lingke. Nach anfänglichem Schulunterricht im Elternhaus besuchte Lingke die Landeseinrichtung Schulpforte. Danach absolvierte er ein Theologiestudium in Wittenberg, das er mit dem Erwerb des Magisters und schließlich der Promotion beendete. 1745 trat Lingke seine erste Stelle als zweiter Diakon der Kirche zum Hl. Geist in Torgau an. 1760 wurde er zum Archidiakon berufen und 1768 zum Superintendenten von Torgau.  
Am 13. Dezember 1795 feierte Lingke sein 50-jähriges Amtsjubiläum, wobei er mit vielen Ehrenbezeigungen und mit verschiedenen zu seinem Lob verfassten Abhandlungen sowie Gedichten beschenkt wurde. 1800 trat er in den Ruhestand. Bei seinem Tod hinterließ Lingke eine Ehefrau, drei Söhne und drei Töchter.
Er war nicht nur ein vorzüglicher Kenner der orientalischen Literatur, sondern in vielen heterogenen Wissenschaften wie z. B. der Tonkunst bewandert. Auch hat er ein neues Instrument, das „Stahlspiel“ erfunden. Lingke betätigte sich zudem als Autor von Predigten, jedoch auch mehrerer Schriften zur Torgauer Kirchen- und Stadtgeschichte.

## Schriften
- Diaconus Torgaviensis alio vocatos ...
- Recht und Linck in einer Verbindung bey Gelegenheit der Klingner- und Lingkischen Eheverbindung ... (1750)
- Denk- und Dankpredigt über Psalm C. 2.-5. bey dem andern Jubilaeo der Kirche zum Heiligen Geist ... (1755)
- D. Martin Luthers merkwürdige Reisegeschichten ... (1762, 1769)
- Herrn D. Martin Luthers Geschäfte und Andenken in Torgau zur Erläuterung seiner Lebensgeschichte ... (1764)
- Nachrichten von der im letzten Kriege zu einem Magazin gebrauchten Closterkirche zu Torgau ... (1764)
- Als der weiland Hochwohledle, Großachtbare, und Hochwohlgebohrne Herr, Herr M. Caspar Damian ... (1765)
- Letzte Pflicht der weiland Hochedlen Hoch- Ehr- und Tugendgelobten Frauen Frauen Regina Elisabeth ... (1767)
- Bey der feyerlichen Verehelichung des Hochedelgebohrnen und Hocherfahrenen Herrn ... (1768).
- Nachrichten von dem Torgauer Rathause ... (1769)
- Kurzgefasste Chronika der hochberühmten Stadt Torgau ...   (1771)
- Letzte Pflicht bey der Gruft der weiland Hochwohlgebohrnen Frau Frau Sophien Elisabeth von Bräuneck (1771)